# Paurocephala phalaki
Paurocephala phalaki är en insektsart som beskrevs av Mathur 1975. Paurocephala phalaki ingår i släktet Paurocephala och familjen rundbladloppor. Inga underarter finns listade i Catalogue of Life.